# Pterichis fernandezii
Pterichis fernandezii är en orkidéart som beskrevs av G.Morales. Pterichis fernandezii ingår i släktet Pterichis och familjen orkidéer. Inga underarter finns listade i Catalogue of Life.